# ۱۳۹۷ (قمری)
۱۳۹۷ (قمری)، هزار و سیصد و نود و هفتمین سال در گاهشماری هجری قمری است. اول محرم این سال برابر با بیست و سوم دسامبر سال ۱۹۷۶ میلادی است.

## وابسته
- سید محمدرضا خراسانی